# Blechum pyramidatum
Blechum pyramidatum är en akantusväxtart som först beskrevs av Jean-Baptiste de Lamarck, och fick sitt nu gällande namn av Urban. Blechum pyramidatum ingår i släktet Blechum och familjen akantusväxter. Inga underarter finns listade i Catalogue of Life.